# ألفرد تشارلز ديفيدسون
ألفرد تشارلز ديفيدسون (بالإنجليزية: Alfred Charles Davidson)‏ هو مصرفي أسترالي، ولد في 1 أبريل 1882، وتوفي في 1952.